# Рајац (Чачак)
Рајац је насеље у Србији у општини Чачак у Моравичком округу. Према попису из 2022. било је 236 становника.

## Демографија
У насељу Рајац живи 310 пунолетних становника, а просечна старост становништва износи 48,1 година (47,0 код мушкараца и 49,3 код жена). У насељу има 135 домаћинстава, а просечан број чланова по домаћинству је 2,63.
Ово насеље је у потпуности насељено Србима (према попису из 2002. године), а у последња три пописа, примећен је пад у броју становника.
|  |

| Демографија | Демографија | Демографија |
| Година      | Становника  | Становника  |
| ----------- | ----------- | ----------- |
| 1948.       | 1.057       |             |
| 1953.       | 979         |             |
| 1961.       | 897         |             |
| 1971.       | 695         |             |
| 1981.       | 574         |             |
| 1991.       | 427         | 427         |
| 2002.       | 355         | 366         |
| 2011.       | 303         |             |

| Етнички састав према попису из 2002.‍ | Етнички састав према попису из 2002.‍ | Етнички састав према попису из 2002.‍ | Етнички састав према попису из 2002.‍ | Етнички састав према попису из 2002.‍ |
| ------------------------------------ | ------------------------------------ | ------------------------------------ | ------------------------------------ | ------------------------------------ |
|                                      |                                      |                                      |                                      |                                      |
| Срби                                 | Срби                                 |                                      | 355                                  | 100,0%                               |
| непознато                            | непознато                            |                                      | 0                                    | 0,0%                                 |

| Година пописа     | 1948. | 1953. | 1961. | 1971. | 1981. | 1991. | 2002. |
| ----------------- | ----- | ----- | ----- | ----- | ----- | ----- | ----- |
| Број домаћинстава | 196   | 196   | 205   | 189   | 194   | 166   | 135   |

| Број чланова      | 1  | 2  | 3  | 4 | 5  | 6 | 7 | 8 | 9 | 10 и више | Просек |
| ----------------- | -- | -- | -- | - | -- | - | - | - | - | --------- | ------ |
| Број домаћинстава | 41 | 44 | 14 | 9 | 16 | 9 | 2 | 0 | 0 | 0         | 2,63   |

| Пол    | Укупно | Неожењен/Неудата | Ожењен/Удата | Удовац/Удовица | Разведен/Разведена | Непознато |
| ------ | ------ | ---------------- | ------------ | -------------- | ------------------ | --------- |
| Мушки  | 159    | 45               | 97           | 12             | 3                  | 2         |
| Женски | 160    | 20               | 90           | 46             | 2                  | 2         |
| УКУПНО | 319    | 65               | 187          | 58             | 5                  | 4         |

| Пол    | Укупно                    | Пољопривреда, лов и шумарство | Рибарство                            | Вађење руде и камена | Прерађивачка индустрија       |
| ------ | ------------------------- | ----------------------------- | ------------------------------------ | -------------------- | ----------------------------- |
| Мушки  | 102                       | 82                            | 0                                    | 0                    | 8                             |
| Женски | 58                        | 47                            | 0                                    | 0                    | 0                             |
| УКУПНО | 160                       | 129                           | 0                                    | 0                    | 8                             |
| Пол    | Производња и снабдевање   | Грађевинарство                | Трговина                             | Хотели и ресторани   | Саобраћај, складиштење и везе |
| Мушки  | 2                         | 2                             | 3                                    | 0                    | 1                             |
| Женски | 0                         | 0                             | 1                                    | 2                    | 0                             |
| УКУПНО | 2                         | 2                             | 4                                    | 2                    | 1                             |
| Пол    | Финансијско посредовање   | Некретнине                    | Државна управа и одбрана             | Образовање           | Здравствени и социјални рад   |
| Мушки  | 0                         | 0                             | 1                                    | 0                    | 0                             |
| Женски | 0                         | 0                             | 1                                    | 3                    | 3                             |
| УКУПНО | 0                         | 0                             | 2                                    | 3                    | 3                             |
| Пол    | Остале услужне активности | Приватна домаћинства          | Екстериторијалне организације и тела | Непознато            | Непознато                     |
| Мушки  | 2                         | 0                             | 0                                    | 1                    | 1                             |
| Женски | 0                         | 0                             | 0                                    | 1                    | 1                             |
| УКУПНО | 2                         | 0                             | 0                                    | 2                    | 2                             |